# Лиутберт (архиепископ Майнца)
Лиутберт (Лиутперт; лат. Liutbertus; умер 17 февраля 889) — архиепископ Майнца с 863 года, глава придворной капеллы и архиканцлер Восточно-Франкского государства (870—882 и 887—888).

## Биография

### Исторические источники
Основные исторические источники о Лиутберте — франкские анналы: в том числе, «Ксантенские анналы», «Фульдские анналы», «Хильдесхаймские анналы», хроники Регино Прюмского и Саксонского анналиста и другие труды. Известны также несколько десятков связанных с ним юридических и хозяйственных документов. Упоминается Лиутберт и в сочинениях и письмах своих современников (например, Ноткера Заики, Отфрида Висамбурского и Седулия Скота).

### Ранние годы
Дата рождения Лиутберта неизвестна. Он происходил из знатной алеманнской семьи: возможно, это были Гаттонины. Его близким родственником был Гаттон I.
В ранней юности Лиутберт принял монашеский сан в Райхенауском аббатстве. Получив здесь хорошее для того времени образование, он некоторое время сам преподавал в монастырской школе. Затем Лиутберт стал аббатом монастыря Херриден.

### Архиепископ Майнца
По ходатайству архикапеллана и канцлера Гримальда Санкт-Галленского Лиутберт 30 ноября 863 года получил от правителя Восточно-Франкского королевства Людовика II Немецкого сан главы Майнцской архиепархии. Здесь он стал преемником архиепископа Карла. В 864 году Лиутберт получил от папы римского Николая I паллий.
Уже вскоре после получения архиепископского сана Лиутберт стал одним из ближайших советников Людовика II Немецкого. Выполняя дипломатические поручения правителя восточных франков, майнцский архиепископ несколько раз ездил в Средне-Франкское государство Лотаря II, когда на синодах тамошнего духовенства рассматривался вопрос о разводе короля с Теутбергой. Он также неоднократно посещал государство Карла II Лысого, чтобы участвовать в синодах западно-франкского духовенства. Известно о присутствии Лиутберта на церковных соборах в Питре (864 год), Туси (865 год), Суасоне (866 год), Меце (867 год) и Ахене (870 год). В мае 868 года архиепископ Майнца председательствовал на Вормсском синоде, на котором Константинопольская патриархия была обвинена в ереси и одобрены наказания для мятежников. В самом Майнце под руководством Лиутберта в 867 и 877 или 878 годах были проведены церковные соборы. Участвовал майнцский архиепископ и в кёльнских синодах 871 и 873 годов.

### Архиканцлер Восточно-Франкского королевства
7 января 870 года Лиутберт по настоянию Людовика II Немецкого посвятил в сан нового архиепископа Кёльна Виллиберта. Возведение на эту кафедру ставленника правителя восточных франков в противовес кандидату правителя западных франков Карла II Лысого значительно усилило влияние Людовика Немецкого в Лотарингии. Лиутберт сыграл решающую роль в заключении 8 августа того же года Мерсенского договора, по которому Лотарингия была присоединена к Восточно-Франкскому королевству.
В награду за это Лиутберт 25 сентября 870 года получил от Людовика II Немецкого должности королевского канцлера и архикапеллана, став преемником ушедшего на покой Гримальда Санкт-Галленского. С Лиутберта пошла традиция назначать на эти должности преимущественно майнцских архиепископов. Возможно, первые месяцы после своего назначения Лиутберт был ограничен в управлении королевской канцелярией пользовавшимся большим влиянием при дворе нотарием Гебархардом, но уже вскоре он избавился от этой опеки.
Подобно другим иерархам своего времени, Лиутберт был обязан участвовать в организованных королём военных компаниях. Так, в 871 или 872 году он возглавлял поход на моравов. Война со славянами была ответом франков на восстание сорбов, которых поддержали моравы. Возглавлявшееся Лиутбертом войско нанесло поражение мятежникам в сражении при Вальдахе (возможно, современная Влтаве). Когда в 873 году после смерти правителя Сорбской марки Тахульфа жившие по обе стороны Нижнего Мульде славяне-сусельцы разорвали договор о подчинении восточным франкам, Лиутберт и новый маркграф Ратольф в январе 874 года прибыли к славянам и убедили тех снова подчиниться Людовику II Немецкому.
От Людовика II Немецкого Лиутберт получил руководство Висамбурским аббатством и монастырём Ставло.
После смерти умершего в 876 году Людовика II Немецкого Лиутберт сохранил должность архиканцлера и при новом короле Людовике III Младшем. С присоединением в 879 или 880 году к Восточно-Франкскому государству Италии он большое внимание уделял укреплению связей этого региона с королевским двором.

### В отставке

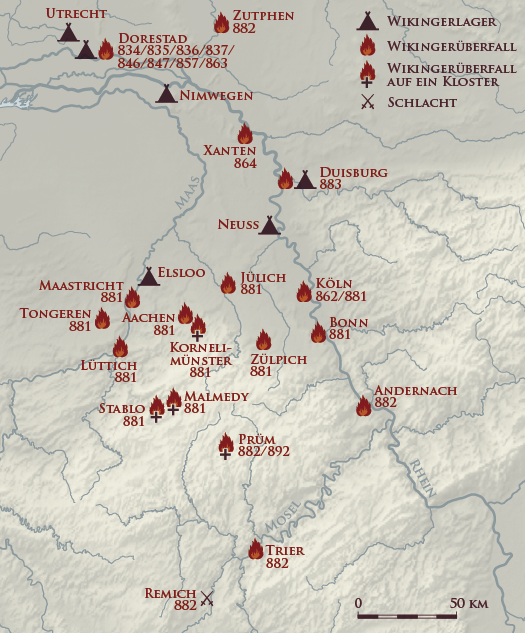
Походы викингов в Рейнскую область

При Карле III Толстом, единолично правившем Восточно-Франкским государством в 882—887 годах, Лиутберт утратил должность королевского канцлера. Его преемником был назначен епископ Верчелли Лиутвард. Вероятно, смещение Лиутберта с должности стало причиной его вражды с Лиутвардом. Возможно, Лиутберт не сразу смирился с утратой влияния при королевском дворе, так как в нескольких документах начала правления Карла Толстого архиепископ Майнца ещё упоминался как канцлер.
Лиутберт был противником намерения Карла III Толстого сделать наследником своего внебрачного сына Бернарда.
В 880-х годах Лиутберт несколько раз участвовал в отражении нападений викингов. Летом 881 года норманны опустошили Кёльн, Бонн и Андернах. Особенно сильно пострадали здешние церкви и монастыри. Когда в следующем году викинги подошли к Майнцу, они были отбиты армией во главе с Лиутбертом и графом Генрихом Франконским. В 883 году во время набега викингов на долину реки Рейн Лиутберт напал на них с небольшим отрядом и захватил все награбленные ими ценности. Радением майнцского архиепископа был восстановлен разорённый норманнами Кёльн. В конце 884 года викинги вторглись в Западно-Франкское королевство. Они провели зиму в лагере в Эсбё, но организованный в начале 885 года Карлом III Толстым, Лиутбертом и Генрихом Франконским поход вынудил их покинуть земли западных франков. Лиутберт и Генрих Франконский считаются главными организаторами всех успешных оборонительных действий Восточно-Франкского государства от вторжений норманнов в 880-х годах.

### Повторное назначение архиканцлером
Только после низложения Лиутварда в конце июня 887 года Лиутберт смог возвратить себе должность архиканцлера. В «Регенсбургском продолжении „Фульдских анналов“» сообщается, что смещение императором Лиутварда было результатом заговора германской знати.
Современные событиям документы свидетельствуют, что после восстановления в должностях архиканцлера и архикапеллана Лиутберт стал одной из наиболее близких к Карлу III Толстому персон, сумев за короткий срок получить от императора несколько дарственных хартий для Майнцской архиепархии и своих монастырей. Возможно, поэтому Лиутвард в ноябре 887 года возглавил ту часть восточно-франкской знати, которая на государственной ассамблее в Требуре выступила против низложения императора и возведения на престол Арнульфа Каринтийского. Лиутберт был чуть ли не единственным из бывших приближённых Карла Толстого, который сохранил с ним добрые отношения. По свидетельству Регино Прюмского, в первое время после отречения только благодаря майнцскому архиепископу бывший император смог иметь хоть какие-то средства на своё содержание. Вероятно, из-за этого при короле Арнульфе Лиутберт не смог надолго сохранить ни одну из своих государственных должностей. После окончательного распада в 888 году единой Франкской империи новым архикапелланом и канцлером Восточно-Франкского государства по повелению Арнульфа Каринтийского стал архиепископ Зальцбурга Дитмар I, а в Западно-Франкском государстве эта должность перешла к настоятелю аббатства Сен-Дени Эблю.

### Последние годы
7 сентября 887 года с согласия Арнульфа Каринтийского Лиутберт обменял сан аббата монастыря Херриден на сан настоятеля аббатства Эльванген.
Последнее известное деяние Лиутберта — организация им в июне 888 года Майнцского синода. На нём восточно-франкское духовенство признало подлинными Лжеисидоровы декреталии, что положило начало борьбе германского духовенства за освобождение от контроля со стороны светских властей.
При Лиутберте в Майнце был заложен собор Святого Маврикия.
Лиутберт умер 17 февраля 889 года и был похоронен, вероятно, в церкви Святого Альбана. Его преемником в Майнцской архиепархии стал Зундерольд.
В современных Лиутберту документах он описывается как человек всесторонне образованный, кроме государственных дел большое внимание уделявший своим религиозным обязанностям (в первую очередь — укреплению церковной дисциплины). Как о выдающейся персоне о нём отзывался Ноткер Заика. Лиутберту и архиепископу Соломону I Констанцскому Отфрид Висамбурский посвятил свою «Liber evangeliorum». Под непосредственным контролем Лиутберта было создано «Майнцское продолжение „Фульдских анналов“»: один из наиболее важных источников по истории Восточно-Франкского королевства второй половины IX века. В этой части анналов, созданной между 882 и 887 годами, описывались события 860—880-х годов. Лиутберт входил в число тех выдающихся франкских прелатов, верность которых Каролингам способствовала сохранению власти этой династии в эпоху междоусобий и внешних угроз.